# Igor Vrišer
Igor Vrišer, slovenski geograf in akademik, * 13. januar 1930, Ljubljana, † 23. januar 2013.
Predaval je družbeno geografijo in regionalno planiranje na Oddelku za geografijo Filozofske fakultete Univerze v Ljubljani kot redni profesor, ob upokojitvi pa je postal njen zaslužni profesor. 
Bil je član Slovenske akademije znanosti in umetnosti, izredni od leta 1987, redni od 1993.